# Natoma (Kansas)
Pour les articles homonymes, voir Natoma.
Natoma est une ville américaine située dans le comté d'Osborne, au Kansas. Selon le recensement de 2020, sa population est de 302 habitants.